# Вулиця Євгенії Мірошниченко
Ву́лиця Євге́нії Мірошниче́нко — вулиця в Шевченківському районі міста Києва, місцевість Шулявка. Пролягає від Берестейського проспекту до Дегтярівської вулиці.
Прилучаються вулиці Марії Капніст і Антона Цедіка.

## Історія
Вулиця виникла в 50-ті роки XX століття під назвою Нова «Б». З 1957 року отримала назву вулиця Софії Перовської на честь революціонерки-народниці Софії Перовської.
Сучасна назва на честь української оперної співачки народної артистки СРСР, Героя України Євгенії Мірошніченко — з 2016 року.